# De Barcelona a la Bretaña francesa (novela)
De Barcelona a la Bretaña francesa es un libro de memorias de la escritora española Luisa Carnés en el que narra los últimos meses de la guerra civil, su huida y su internamiento en Francia. Fue escrito en 1939 seguido de La hora del odio en1944. Permanecieron inéditos hasta 2011.

## Contexto
Dos textos conforman de Barcelona a la Bretaña francesa, libro publicado en 2011: De Barcelona a la Bretaña francesa escrito en 1939 y La hora del odio en 1944.  Ambos textos estaban custodiados en el archivo personal de Ramón Puyol Carnés, hijo de la autora y de Ramón Pujol Román, su nieto residente en Madrid. Habían sido guardados por Juan Rejano, compañero de la autora durante el exilio en México, que fue el depositario de su archivo y de su biblioteca. Al morir él su hijo quedó con los textos. Fueron publicados en 2011 por la editorial Renacimiento. Ese libro permaneció inédito y solo se tuvo constancia de él a partir de 1992 en el transcurso de la investigación realizada sobre su vida y obra.
Este libro pertenece a la llamada literatura de las exiliadas que se centra especialmente en memorias y experiencias personales. Plasmaron lo que vivieron y lo hicieron siendo conscientes de ser portadoras de la memoria de esos hechos. Entre las obras están: Éxodo. Diario de una refugiada española (1940), de Silvia Mistral; Una mujer en la guerra de España (1964), de Carlota O’Neill; Memoria de la melancolía (1970), de María Teresa León; Un barco cargado de... de Cecilia G. de Guilarte (1972), Los diablos sueltos (1975) de Mada Carreño; Primer exilio (1978), de Ernestina de Champourcin y Memorias habladas, memorias armadas (1990) de Concha Méndez.

## Argumento
Cuenta el último período de su estancia en Barcelona y su salida de España el 26 de enero de 1939 al través del puesto La Junquera junto con otros miles de refugiados que se dirigen a Francia. Allí fue sometida a un periodo de internamiento del que se liberó unos meses después.
Después de su liberación, Carnés se trasladó a París, donde se reunió con su hijo Ramón. Ambos permanecieron allí hasta conseguir los permisos necesarios para su traslado a México. La Junta de Cultura Española se había creado en marzo de 1939 en París. A finales de abril la embajada mexicana ofreció a los miembros de la Junta con sus familias trasladarse a México. En ese viaje fueron Carnés y Renau. Embarcaron el 6 de mayo de 1939 en el puerto francés de Saint Nazaire a bordo de un trasatlántico holandés, el Veendam; llegaron a Nueva York el 17 de mayo y se trasladaron en autobús a México D. F, llegando 24 de mayo de 1939.
Su testimonio relata no solo los hechos que se corresponden con la vida de los desplazados por la guerra sino también las terribles condiciones en que se desarrollaba la vida de los habitantes de Valencia y Barcelona en los últimos momentos de esta. Describe su breve estancia en Figueras y las dificultades que supuso la evacuación de los más de 500.000 refugiados que fueron internados en campos de reclusión dispuestos por el gobierno francés. Termina con la descripción de la estancia en el centro de reclusión ubicado en el albergue de Le Pouliguen en Bretaña. En la obra se  incluyen muchos perfiles personales, rompiendo en ocasiones el hilo argumental, pero que le da carácter de testimonio coral de los vencidos.
De Barcelona... tiene dos finales; el primero se sitúa en la llegada al grupo de refugiados al albergue  donde son instalados; después optó por continuar sus memorias describiendo en dos nuevos capítulos cómo transcurría la vida en el albergue. Cinco años después estando ya en México continuó la narración con sesenta y tres páginas contando su estancia en el albergue. Estas páginas, que constituyen La hora del odio ya no están en primera persona sino que la protagonista es una joven refugiada llamada María. En él se nombra a los espías de Franco, que intentaban que volvieran a España, con intereses ocultos y termina con la vuelta de María y Pilar que vuelven para seguir la lucha clandestina. Las dos mujeres habían tenido dos puntos de partida casi opuestos, una estudiaba medicina y la otra escribía versos. Pero vence el pragmatismo de Pilar que se hace eco de la autora, su necesidad de dejar una huella a través de la literatura.